# Лисе (форт)
Лисе (на гръцки: Οχυρό Λίσσε) е гръцко военно укрепление, форт, от Втората световна война, част от Линията „Метаксас“, разположено село Елес (Лисе), близко го границата с България. Фортът оказва сериозна съпротива на настъпващите германски войски през април 1941 година и затова е превърнат в музей.

## История
В памет на сраженията от 6 и 7 април 1941 година край Елес е построен малък музей. Музеят е обновен и в 2002 година отново отваря врати. Експонатите включват огнестрелни оръжия – револвери, пистолети, пушки, картечници, ръчни гранати и други, принадлежащи на гръцките и германските въоръжени сили, военни униформи, медали, различни лични вещи, принадлежащи на войници и офицери, карта от 1941 година. В двора има гръцки оръдия, защитавали форта.
- Интериорът на музея
- Интериорът на музея
- Метална статуя на гръцки войник